# Bataille des forts Clinton et Montgomery
Guerre d'indépendance des États-Unis
La bataille des forts Clinton et Montgomery est une bataille de la guerre d'indépendance des États-Unis qui eut lieu le 6 octobre 1777 dans les régions montagneuses de la vallée de l'Hudson, non loin de West Point. Des forces britanniques sous le commandement du général Henry Clinton ont capturé Fort Clinton (en) et Fort Montgomery (en) puis démantelé la Hudson River Chain. Le but de l'attaque était de créer une diversion visant à attirer des troupes américaines de l'armée du général Horatio Gates qui s'opposait alors à une campagne menée par le général britannique John Burgoyne visant à prendre le contrôle de l'Hudson.
Les forts étaient occupés par environ 600 soldats de l'Armée continentale sous le commandement de deux frères, le général (et gouverneur de l'État de New York) George Clinton et le général James Clinton, tandis que le général Israel Putnam conduisait des troupes additionnelles dans les environs de Peekskill. (Cette bataille est parfois également appelée la « bataille des Clintons » à cause du nombre de participants portant ce nom. Les frères ne sont probablement pas parents avec Henry.) Usant d'une série de feintes, Henry berne Putnam en faisant se replier la plupart de ses troupes à l'est, puis il débarque plus de 2 000 soldats sur la rive ouest de l'Hudson pour attaquer les deux forts.
Après plusieurs heures de marche au travers du terrain accidenté, Henry divise ses troupes afin d'organiser des assauts simultanés sur les deux forts. Bien que l'approche de Fort Montgomery rencontre une opposition de la part d'une compagnie armée d'une petite pièce d'artillerie de campagne, ils attaquent les deux forts pratiquement au même moment et les capturent après une bataille relativement courte. Plus de la moitié des défenseurs sont tués, blessés ou capturés. Les Britanniques font suivre ce succès par des raids lancés aussi loin au nord que Kingston avant d'être rappelés à New York. L'attaque vient cependant trop tardivement pour être d'une aide quelconque à Burgoyne qui capitule le 17 octobre. Les seules conséquences notables de cette action sont les pertes subies et la destruction des deux forts par les Britanniques à leur départ.